# Horaga zuniga
Horaga zuniga är en fjärilsart som beskrevs av Hans Fruhstorfer 1912. Horaga zuniga ingår i släktet Horaga och familjen juvelvingar. Inga underarter finns listade i Catalogue of Life.